# Yanayacu (Tungurahua)
Yanayacu ist eine Ortschaft und eine Parroquia rural („ländliches Kirchspiel“) im Kanton Quero der ecuadorianischen Provinz Tungurahua. Die Parroquia besitzt eine Fläche von 44,47 km². Die Einwohnerzahl lag im Jahr 2010 bei 1978.

## Lage
Die Parroquia Yanayacu liegt im Anden-Hochtal von Zentral-Ecuador im äußersten Süden der Provinz Tungurahua. Sie erstreckt sich über den Südwesten des Kantons. Der Río Quero (Río Mocha) begrenzt das Areal im Nordwesten. Die Fernstraße E35 (Ambato–Riobamba) durchquert die Parroquia. Im Südosten reicht das Gebiet bis zum Gipfel des 4430 m hohen Culicasanza. Der Ort Yanayacu befindet sich 5 km südwestlich vom Kantonshauptort Quero auf einer Höhe von 3300 m.
Die Parroquia Yanayacu grenzt im äußersten Norden an die Parroquia Quero, im Osten an die Parroquia Rumipamba, im Süden an die Provinz Chimborazo mit den Parroquias San Isidro de Patulú und San Andrés (beide im Kanton Guano) sowie im Westen an die Parroquia Mocha im gleichnamigen Kanton.